# Nécropole nationale de Rethel
La nécropole nationale de Rethel, située à Rethel, est une nécropole et un cimetière militaire du Commonwealth et des deux guerres mondiales. 

## Description
Le cimetière militaire abrite, sur 12 100 m2, les tombes de soldats français et alliés tués pendant la Première Guerre mondiale et cinq tombés pendant la Seconde Guerre mondiale.  Ils se répartissent en 1 959 tombes identifiées individuelles, et 1 202 inconnus,.
Créée en 1923, une nécropole et deux ossuaires regroupent les corps de soldats morts en août 1914 et septembre et octobre 1918 (111 britanniques, 18 roumains, 181 russes). Cette nécropole est issue du regroupement de 24 cimetières militaires des villages environnants,.

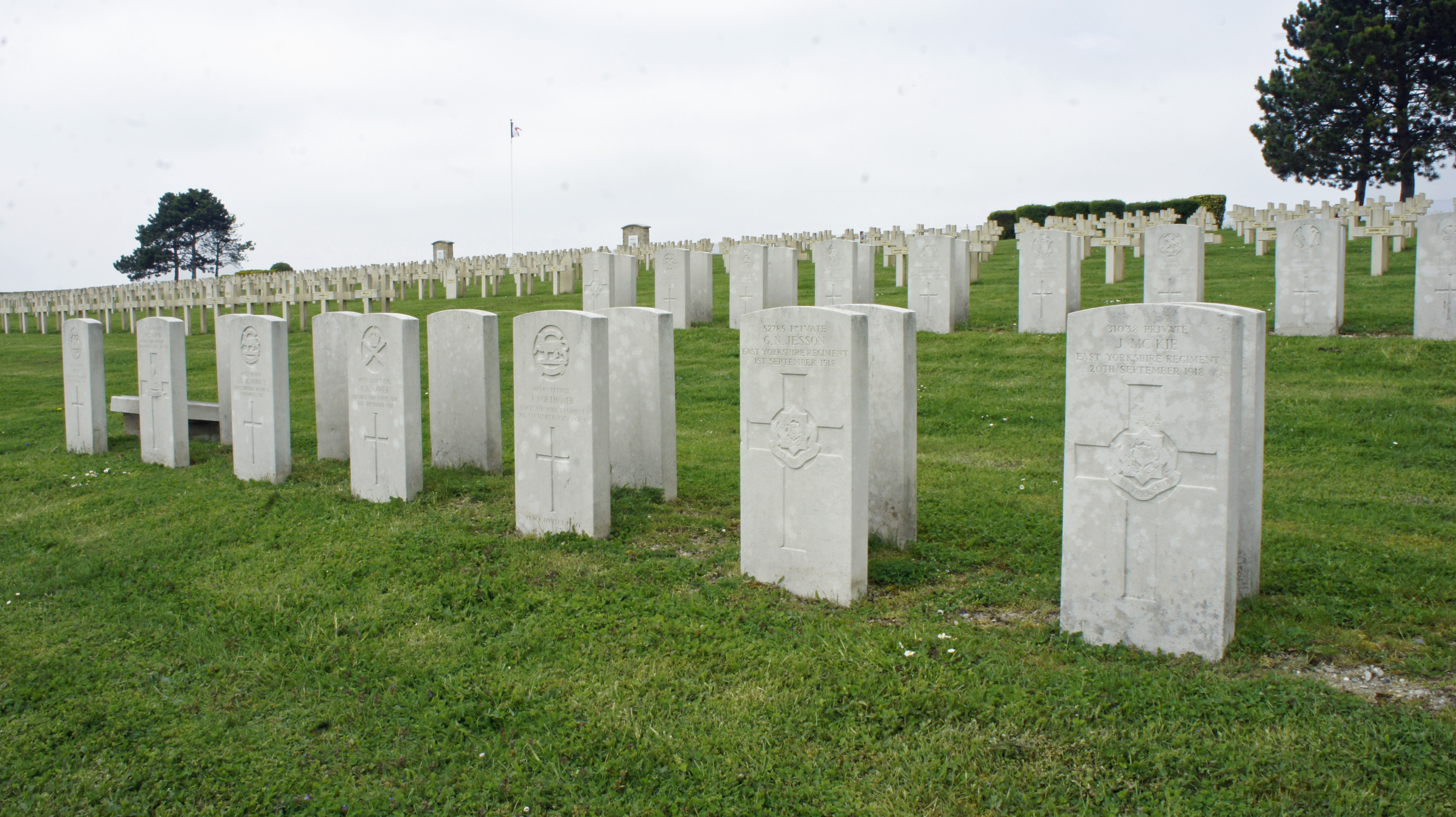
Tombes britanniques.
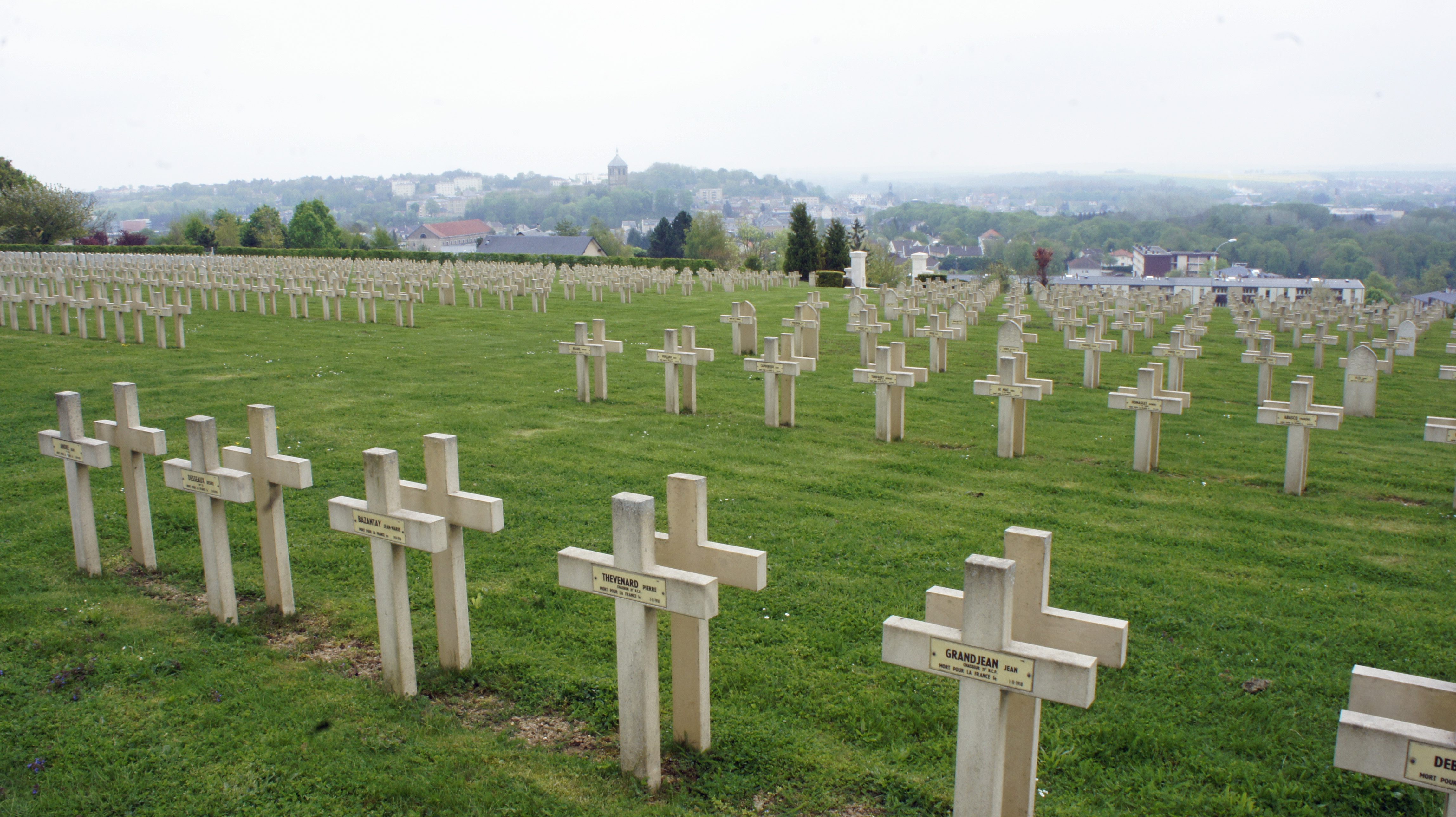
Vers Rethel.
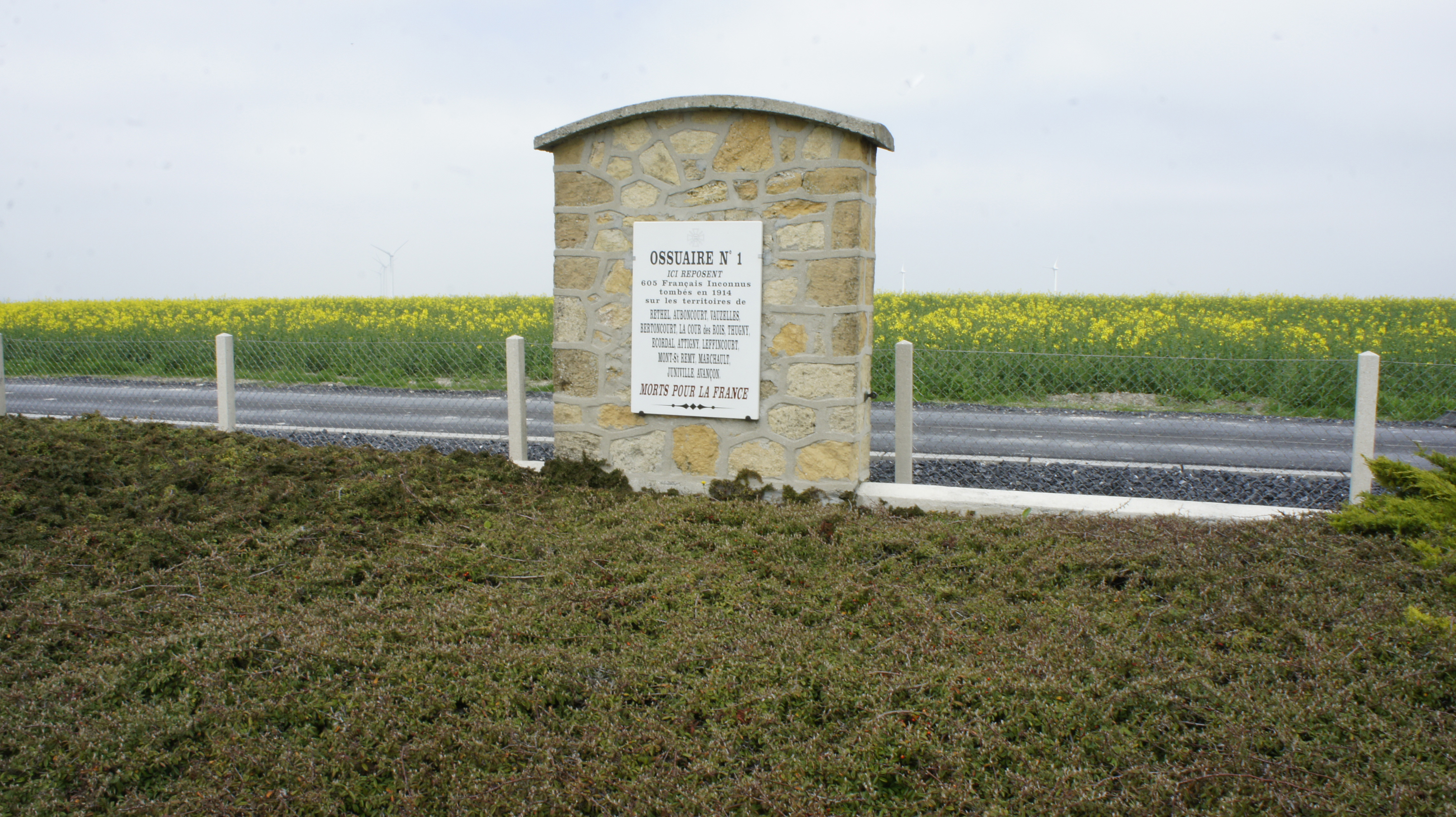
Ossuaire.